# فليمنغ فالديمار (كونت روزنبورغ)
فليمنغ فالديمار كونت روزنبورغ (بالدنماركية: Flemming af Rosenborg) (9 مارس 1922 - 19 يونيو 2002) كان أمير دنماركي فهو الابن الثاني للأمير أكسل أمير الدنمارك وزوجته الأميرة مارغريتا أميرة السويد.

## روابط خارجية
- فليمنغ فالديمار كونت روزنبورغ على موقع IMDb (الإنجليزية)